# Santa Bibiana (Bernini)
Santa Bibiana é uma escultura do artista italiano Gian Lorenzo Bernini. Encontra-se no altar da Igreja de Santa Bibiana em Roma. Recentemente, a obra foi movida para participar de uma exibição na Galleria Borghese e, no retorno à igreja, o dedo anelar da mão direita foi quebrado, o que gerou um debate sobre as relações entre a movimentação de obras de arte e sua conservação.